# Wesley Gassova
Wesley Gassova Ribeiro Teixeira dit Wesley Gassova, né le 5 mars 2005 à São Paulo au Brésil, est un footballeur brésilien qui évolue au poste d'ailier gauche à Al-Nassr FC.

## Biographie

### En club
Né à São Paulo au Brésil, Wesley Gassova est formé par le SC Corinthians qu'il rejoint en 2016, à l'âge de onze ans. Considéré comme l'un des joueurs les plus prometteurs du club, il signe son premier contrat professionnel à 17 ans, le 12 avril 2022.
Wesley joue son premier match en professionnel le 21 avril 2022, lors d'une rencontre de coupe du Brésil face au AA Portuguesa. Il entre en jeu et les deux équipes se neutralisent (1-1 score final). Le 7 juin 2022, il joue son premier match de première division brésilienne contre le Cuiabá EC. Il entre en jeu et son équipe s'incline par un but à zéro,.
Pour son premier match de Copa Sudamericana, le 2 août 2023 contre les Newell's Old Boys, Wesley se fait remarquer en inscrivant son premier but en professionnel après être entré en jeu. Il permet ainsi à son équipe de s'imposer (2-1 score final).
Le 28 avril 2024, Wesley a marqué deux fois et les Corinthians ont battu Fluminense 3-0 à la Neo Química Arena dans le Brasileirão.

## Vie privée
Wesley Gassova est le fils de Wladimir, lui aussi footballeur qui a notamment évolué dans les divisions inférieures des championnats belges et portugais.